# ジェリーフィッシュの告白
「ジェリーフィッシュの告白」（ジェリーフィッシュのこくはく）は、中島愛の3枚目のシングル。2009年12月9日にflying DOGから発売された。

## 概要
前作「ノスタルジア」から9ヶ月ぶりのリリースとなる2009年2作目のシングル。表題曲「ジェリーフィッシュの告白」は、テレビアニメ『こばと。』のエンディングテーマに起用された。 

## 収録曲
1. ジェリーフィッシュの告白 [4:13]
作詞：岩里祐穂、作曲・編曲：宮川弾
2. 陽のあたるへや [4:57]
作詞・作曲・編曲：宮川弾
3. ジェリーフィッシュの告白 （w/o megumi）
  - 作詞：岩里祐穂、作曲・編曲：宮川弾
4. 陽のあたるへや  （w/o megumi）
作詞・作曲・編曲：宮川弾

## 収録アルバム
| 曲名                     | 収録アルバム   | 発売日        | 備考                  |
| ------------------------ | -------------- | ------------- | --------------------- |
| ジェリーフィッシュの告白 | 『I love you』 | 2010年12月1日 | 1stオリジナルアルバム |